# Kolkingehoog
Die Reste des Großsteingrabes Kolkingehoog befinden sich südlich von Archsum auf der Insel Sylt, im Kreis Nordfriesland in Schleswig-Holstein. Es liegt auf der Seeseite des Deichs, etwa 1000 Meter südöstlich vom Merelmerskhoog.
Die Steine des Grabes werden bei Ebbe im Watt sichtbar, es ist somit der Zerstörung durch die Nordsee ausgesetzt. Die Lage der Steine hat sich durch den ständigen Eingriff der See sehr verändert und die ursprüngliche Grabkammer ist nicht mehr zu erkennen.
Im "Atlas der Megalithgräber Deutschlands" von Ernst Sprockhoff wird das Großsteingrab als "Sprockhoff 9" geführt. Die Megalithanlage der Trichterbecherkultur (TBK) entstand zwischen 3500 und 2800 v. Chr.